# Liste der Biografien/Sav
Liste der Biografien |
Portal Biografien |
Personensuche
# |
A |
B |
C |
D |
E |
F |
G |
H |
I |
J |
K |
L |
M |
N |
O |
P |
Q |
R |
S |
T |
U |
V |
W |
X |
Y |
Z |
?
 
Sa |
Sb |
Sc |
Sd |
Se |
Sf |
Sg |
Sh |
Si |
Sj |
Sk |
Sl |
Sm |
Sn |
So |
Sp |
Sq |
Sr |
Ss |
St |
Su |
Sv |
Sw |
Sy |
Sz
 
Saa |
Sab |
Sac |
Sad |
Sae |
Saf |
Sag |
Sah |
Sai |
Saj |
Sak |
Sal |
Sam |
San |
Sao |
Sap |
Saq |
Sar |
Sas |
Sat |
Sau |
Sav |
Saw |
Sax |
Say |
Saz
Die Liste der Biografien führt alle Personen auf, die in der deutschsprachigen Wikipedia einen Artikel haben. Dieses ist eine Teilliste mit 439 Einträgen von Personen, deren Namen mit den Buchstaben „Sav“ beginnt.

## Sav
- Sav, Önder (* 1937), türkischer Politiker

### Sava
- Sava I. († 1236), erster orthodoxer Erzbischof von Serbien
- Sava Paşa (1832–1904), osmanischer Staatsmann und Arzt griechischer Herkunft
- Sava, Claudius (1951–2011), rumänischer Fußballspieler
- Sava, Cristian (* 1998), rumänischer Weitspringer
- Sava, Georg (1933–2024), rumänisch-deutscher Pianist und Hochschullehrer
- Savadogo, Moussa (* 1959), malischer Sprinter
- Savage (* 1956), italienischer Musiker
- Savage (* 1981), neuseeländischer Rapper samoanischer Abstammung
- Savage Cole, Bridget, US-amerikanische Filmregisseurin und Drehbuchautorin
- Savage, Abdou Kareem († 2015), gambischer Richter und Chief Justice of the Gambia
- Savage, Abigail (* 1984), US-amerikanische Schauspielerin und Sounddesignerin
- Savage, Adam (* 1967), US-amerikanischer Spezialeffekt-Experte, Produktdesigner und SchauspielerAdam Savage (* 1967)

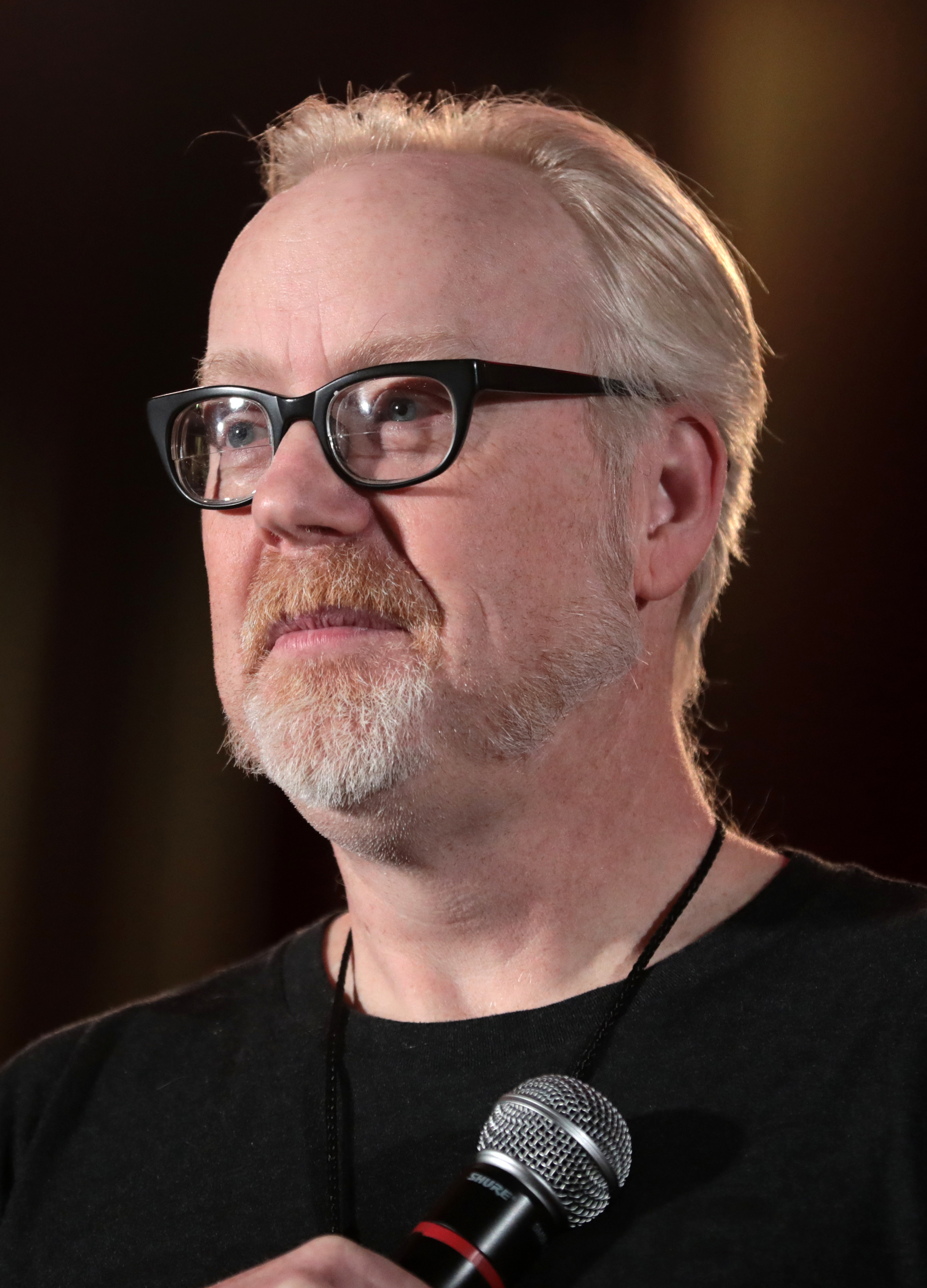
Adam Savage (* 1967)

- Savage, Agnes Yewande (1906–1964), britisch-nigerianische Ärztin
- Savage, Alfred (1903–1980), britischer Kolonialgouverneur
- Savage, Andre (* 1975), kanadischer Eishockeyspieler
- Savage, Andrea (* 1973), US-amerikanische SchauspielerinAndrea Savage (* 1973)

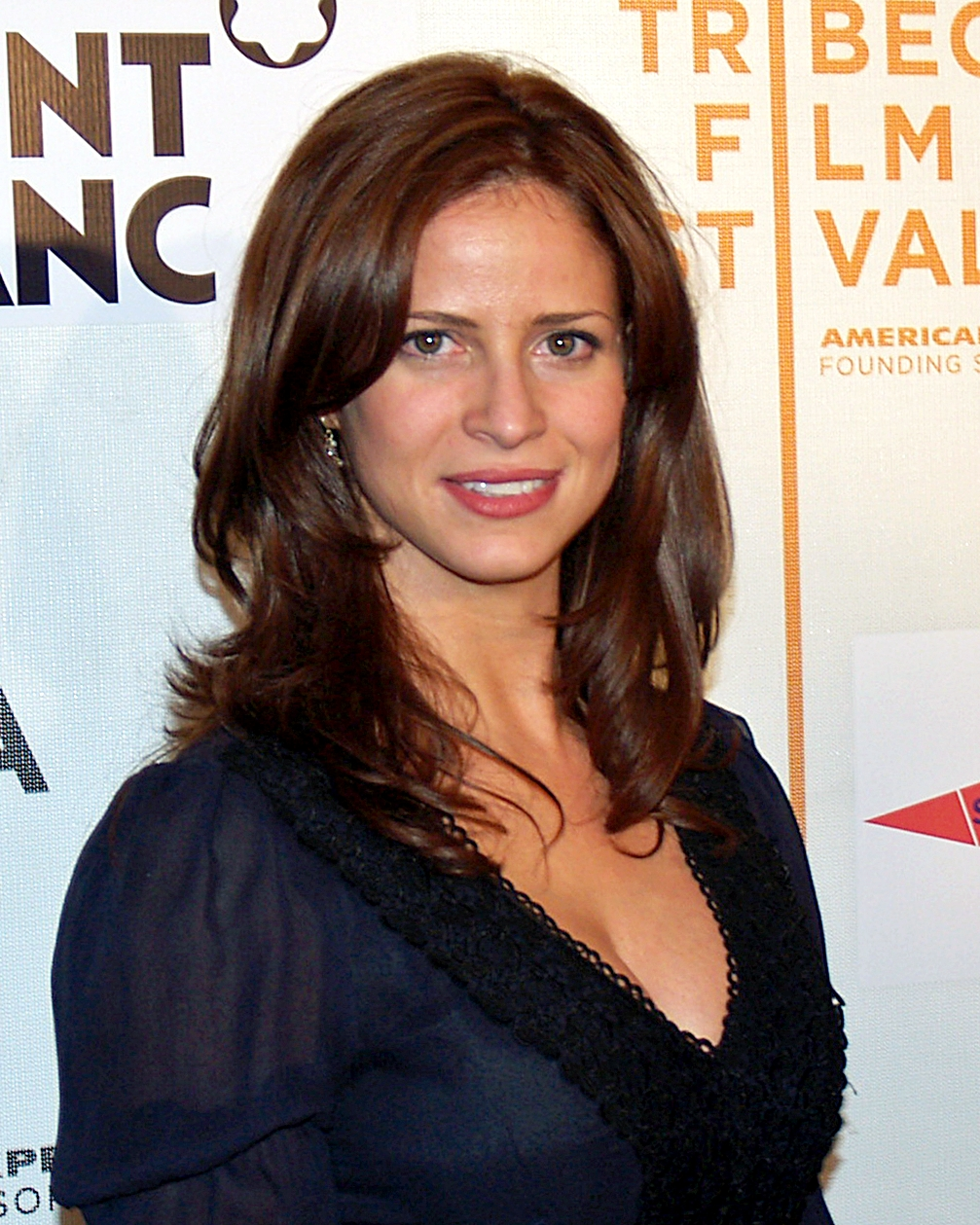
Andrea Savage (* 1973)

- Savage, Angie (* 1981), US-amerikanische Pornodarstellerin und Schauspielerin
- Savage, Ann (1921–2008), US-amerikanische Schauspielerin
- Savage, Anne (1896–1971), kanadische Malerin und Kunstpädagogin
- Savage, Archie (1914–2003), US-amerikanischer Tänzer und Schauspieler
- Savage, Augusta (1892–1962), US-amerikanische Bildhauerin und Kämpferin gegen Rassismus
- Savage, Bas (* 1982), englischer Fußballspieler
- Savage, Ben (* 1980), US-amerikanischer Schauspieler
- Savage, Brian (* 1971), kanadischer Eishockeyspieler
- Savage, Charles R. (1906–1976), US-amerikanischer Politiker
- Savage, Dan (* 1964), US-amerikanischer Journalist und Autor
- Savage, Darnell (* 1997), US-amerikanischer American-Football-Spieler
- Savage, Demba (* 1988), gambischer Fußballspieler
- Savage, Donald E. (1917–1999), US-amerikanischer Paläontologe
- Savage, Edward (1761–1817), amerikanischer Maler und Kupferstecher
- Savage, Elizabeth (1918–1989), US-amerikanische Schriftstellerin
- Savage, Ezra P. (1842–1920), US-amerikanischer Politiker
- Savage, Fred (* 1976), US-amerikanischer Schauspieler und RegisseurFred Savage (* 1976)

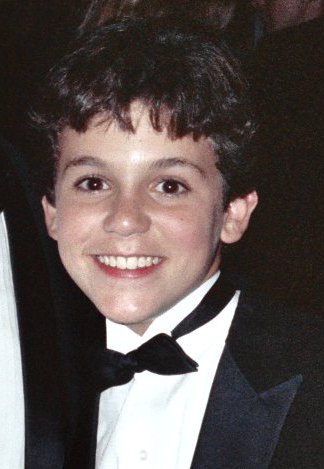
Fred Savage (* 1976)

- Savage, George Slocum Folger (1817–1915), US-amerikanischer kongregationalistischer Geistlicher
- Savage, Gus (1925–2015), US-amerikanischer Politiker
- Savage, Herschel (1952–2023), US-amerikanischer Pornodarsteller
- Savage, Jane († 1824), englische Cembalistin und Komponistin
- Savage, Jay Mathers (* 1928), US-amerikanischer Herpetologe
- Savage, Joel (* 1969), kanadischer Eishockeyspieler
- Savage, John (1779–1863), US-amerikanischer Jurist und Politiker
- Savage, John (* 1949), US-amerikanischer Filmschauspieler und Filmproduzent
- Savage, John Houston (1815–1904), US-amerikanischer Politiker
- Savage, John S. (1841–1884), US-amerikanischer Politiker
- Savage, Jon (* 1953), britischer Rockmusik-Journalist, Essayist und Sachbuchautor
- Savage, Justin (* 1995), australischer E-Sportler
- Savage, Kaboni (* 1975), US-amerikanischer Drogendealer, Anführer einer Drogenbande und verurteilter Mörder
- Savage, Leonard J (1917–1971), US-amerikanischer Statistiker
- Savage, Leslie (1897–1979), britischer Schwimmer
- Savage, Lisha (* 1986), deutsche Webvideoproduzentin, Influencerin, Autorin und Reality-TV-Teilnehmerin mit türkisch-portugiesischen Wurzeln
- Savage, Matt (* 1992), US-amerikanischer Musiker, Savant und Autist
- Savage, Michael (* 1942), US-amerikanischer Radiomoderator und politischer Autor
- Savage, Michael Joseph (1872–1940), neuseeländischer Politiker, Premierminister von Neuseeland (1935–1940)
- Savage, Minot Judson (1841–1918), US-amerikanischer Schriftsteller und Theologe
- Savage, Norman (1930–1973), britischer Filmeditor und Tongestalter
- Savage, Paul (* 1947), kanadischer Curler
- Savage, Randy (1952–2011), US-amerikanischer WrestlerRandy Savage (1952–2011)

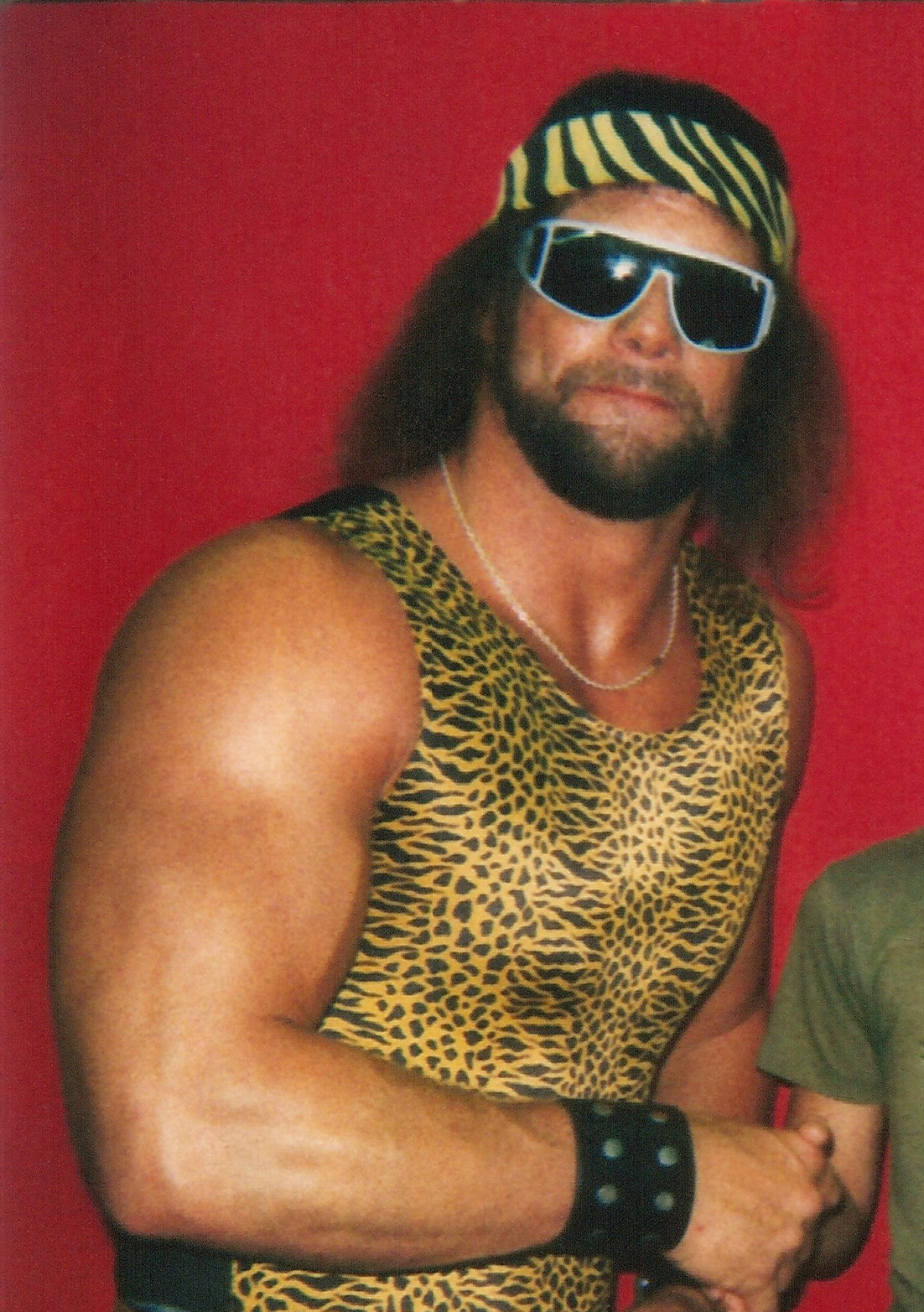
Randy Savage (1952–2011)

- Savage, Richard (1697–1743), englischer Dichter
- Savage, Richard Henry (1846–1903), US-amerikanischer Offizier und Schriftsteller
- Savage, Richard, 4. Earl Rivers († 1712), englischer Peer und Militär
- Savage, Robbie (* 1974), walisischer Fußballspieler
- Savage, Roger, Tontechniker und Tonmeister
- Savage, Sam (1940–2019), US-amerikanischer Schriftsteller
- Savage, Stefan (* 1969), US-amerikanischer Informatiker
- Savage, Stephanie (* 1969), kanadische Produzentin und Drehbuchautorin
- Savage, Susan, US-amerikanische Schauspielerin
- Savage, Swede (1946–1973), US-amerikanischer Autorennfahrer
- Savage, Ted (1911–1964), englischer Fußballspieler und -trainer
- Savage, Thomas (1915–2003), US-amerikanischer Schriftsteller
- Savage, Tiwa (* 1980), nigerianische AfroPop-Sängerin
- Savage, Tracie (* 1962), US-amerikanische Schauspielerin, Journalistin sowie Nachrichtensprecherin
- Savageau, Michael (* 1940), US-amerikanischer Systembiologe
- Savai, Ilaitia (1960–2015), fidschianischer Rugbyspieler
- Savakis, George (1922–2004), griechischer Maler
- Savakus, Russ (1925–1984), US-amerikanischer Jazz- und Studiomusiker
- Saval, Dany (* 1942), französische Schauspielerin
- Saval, Paco (* 1950), chilenischer Musiker
- Savalas, George (1924–1985), US-amerikanischer Schauspieler
- Savalas, Telly (1922–1994), US-amerikanischer SchauspielerTelly Savalas (1922–1994)

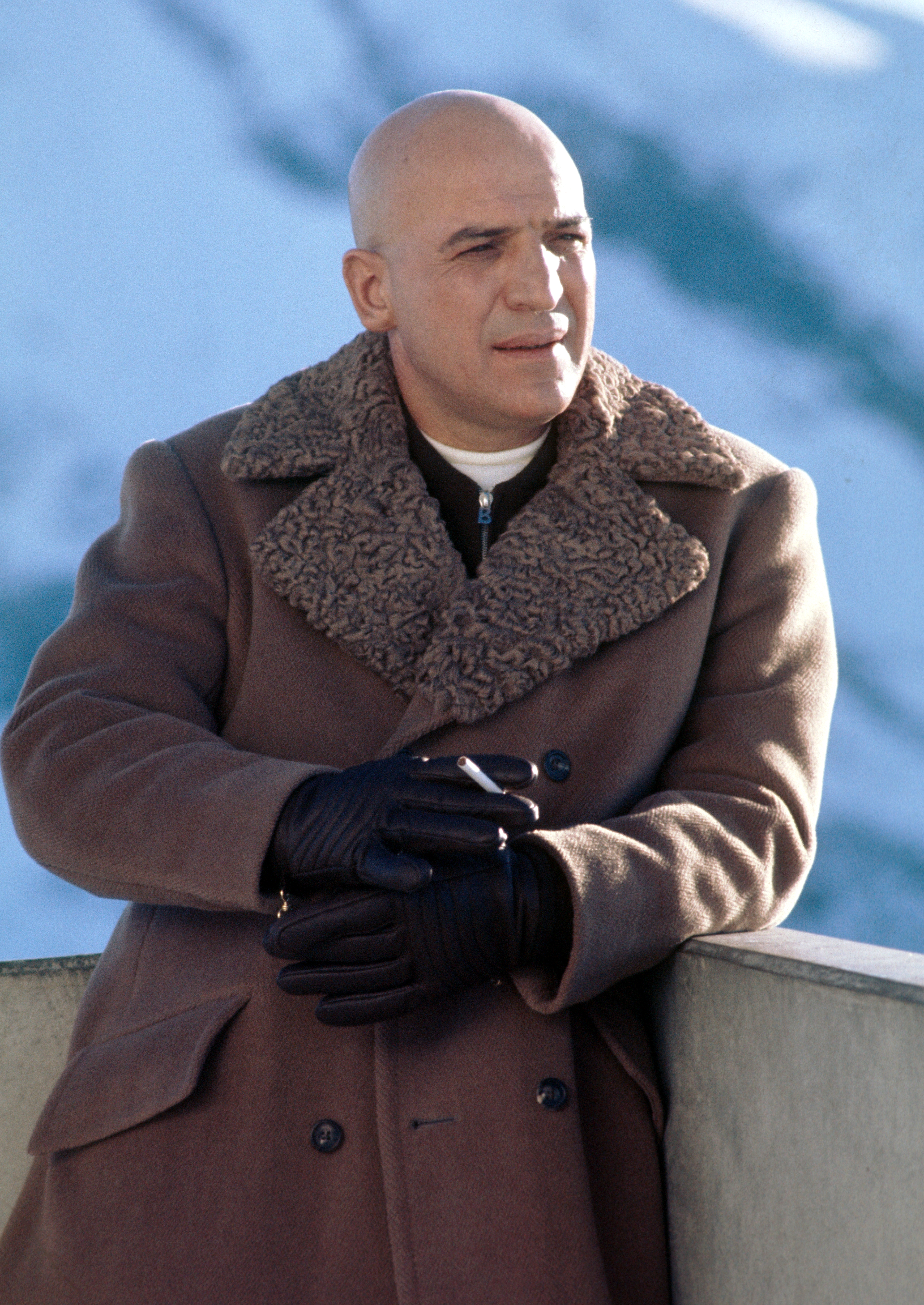
Telly Savalas (1922–1994)

- Savall, Arianna (* 1972), spanische Harfenistin und Sopranistin
- Savall, Jordi (* 1941), spanischer Dirigent, Musikwissenschaftler und Gambist
- Savane, Ibrahima (* 1993), guineisch-französischer Fußballspieler
- Savang Vadhana (1862–1955), Ehefrau von König Rama V.
- Savang Vatthana (* 1907), laotischer Herrscher, letzter König (1959–1975)
- Savani, Cristian (* 1982), italienischer Volleyballspieler
- Savanier, Téji (* 1991), französisch-algerischer Fußballspieler
- Savannah (1970–1994), US-amerikanische Pornodarstellerin
- Savanović, Duško (* 1983), serbischer Basketballspieler
- Savant, norwegischer Musiker
- Savant des Rimes (* 1984), französischer Rapper
- Savant, Doug (* 1964), US-amerikanischer SchauspielerDoug Savant (* 1964)

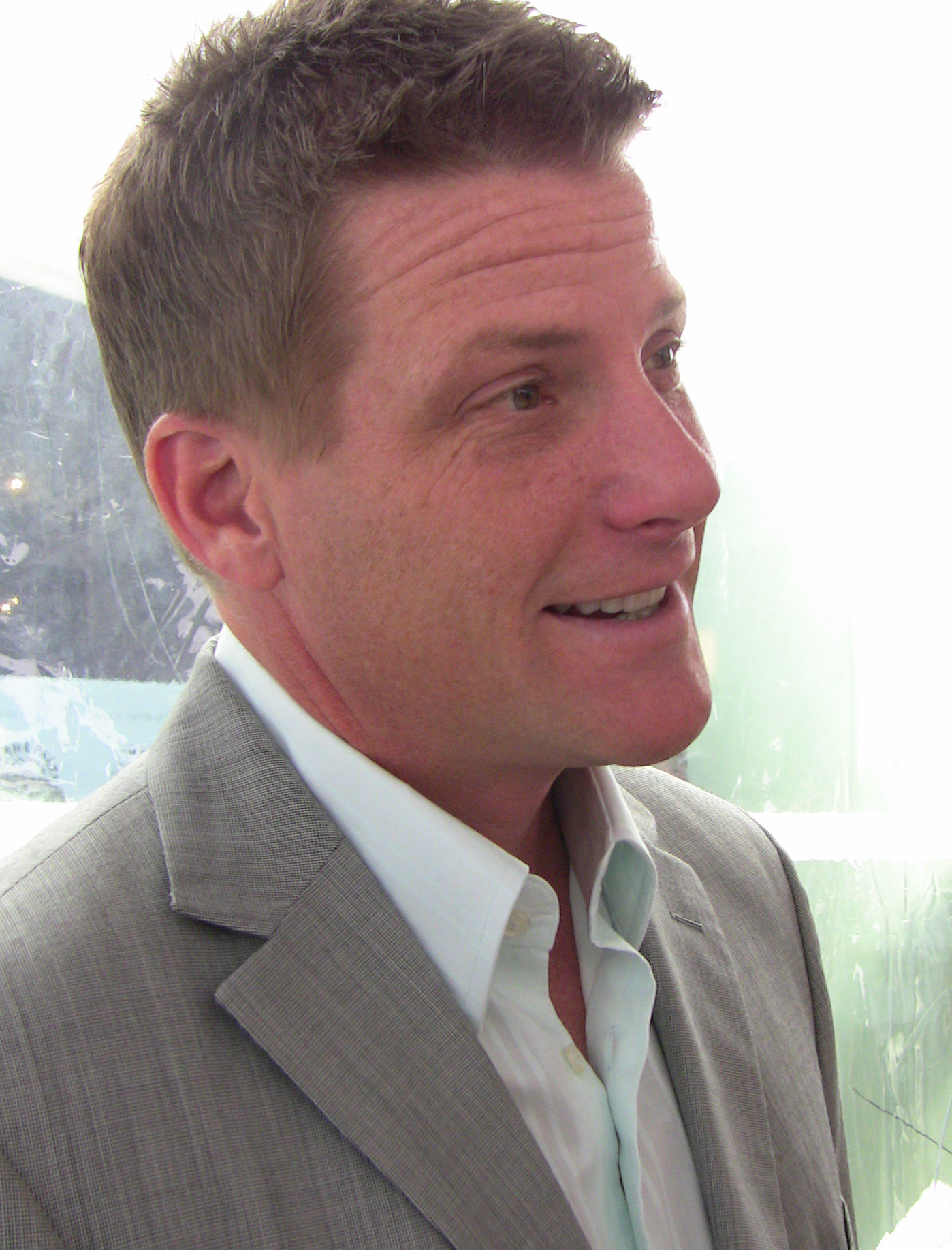
Doug Savant (* 1964)

- Savant, Jean (1911–1998), französischer Historiker
- Savante, Stelio (* 1970), südafrikanischer Drehbuchautor, Filmproduzent, Filmschauspieler, Bühnenschauspieler und Fernsehschauspieler
- Savard, André (* 1953), kanadischer Eishockeyspieler, -trainer, -funktionär und -scout
- Savard, Augustin (1861–1942), französischer Komponist und Musikpädagoge
- Savard, Claude (1941–2003), kanadischer Pianist und Musikpädagoge
- Savard, David (* 1990), kanadischer Eishockeyspieler
- Savard, Denis (* 1961), kanadischer Eishockeyspieler und -trainer
- Savard, Félix-Antoine (1896–1982), kanadischer Schriftsteller, Folklorist und Hochschullehrer
- Savard, Katerine (* 1993), kanadische Schwimmerin
- Savard, Luc (* 1966), kanadischer Ökonom
- Savard, Marc (* 1977), kanadischer Eishockeyspieler und -trainer
- Savard, Marie-Gabriel-Augustin (1814–1881), französischer Musikpädagoge
- Savard, Serge (* 1946), kanadischer Eishockeyspieler
- Savarese, Lou (* 1965), US-amerikanischer Boxer
- Savaresi, Andrea (1762–1810), italienischer Arzt, Naturforscher, Metallurg und Mineraloge
- Savari, Pauline (1859–1907), französische Künstlerin und Feministin
- Savaria, Georges (1916–1998), kanadischer Pianist, Ondist, Musikpädagoge und Komponist
- Savaria, Joseph-Élie (1886–1973), kanadischer Organist und Musikpädagoge
- Savaric FitzGeldewin († 1205), englischer Geistlicher
- Savarimuthu, Antonysamy (* 1960), indischer Geistlicher, römisch-katholischer Erzbischof von Madurai
- Savarin, Charles (* 1943), dominicanischer Politiker
- Savarin, Julian (* 1950), britischer Musiker, Komponist und Science-Fiction-Autor
- Savarkar, Vinayak Damodar (1883–1966), indischer Politiker
- Savart, Félix (1791–1841), französischer Arzt und Physiker
- Savart, Stevenson (* 2000), haitianischer Skilangläufer
- Savary des Bruslons, Jacques (1657–1716), Generalinspektor der Pariser Zollabfertigung
- Savary, Alain (1918–1988), französischer Bildungspolitiker, Mitglied der Nationalversammlung und Résistant
- Savary, Anne-Jean-Marie-René (1774–1833), französischer General, Herzog von RovigoAnne-Jean-Marie-René Savary, duc de Rovigo (1774–1833)

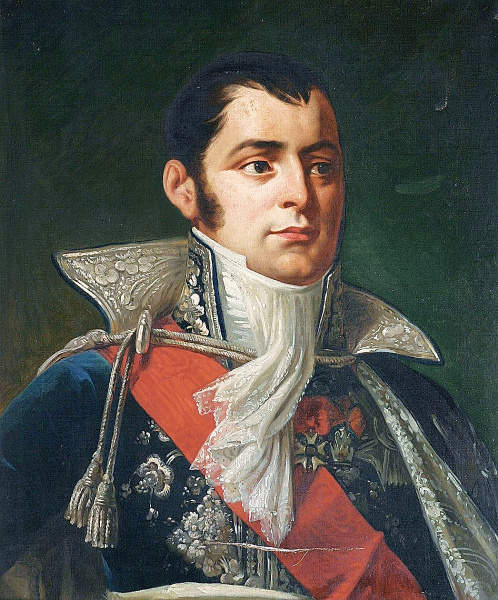
Anne-Jean-Marie-René Savary, duc de Rovigo (1774–1833)

- Savary, Antonin (* 2002), Schweizer Skilangläufer
- Savary, Eberhard (1863–1919), deutsch-baltischer Pastor
- Savary, Felix (1797–1841), französischer Astronom
- Savary, François-Pierre (1750–1821), Schweizer Politiker der Helvetischen Republik und Kantonspolitiker des Kantons Freiburg
- Savary, Géraldine (* 1968), Schweizer Politikerin (SP) und Journalistin
- Savary, Gilles (* 1954), französischer Politiker, Mitglied der Nationalversammlung, MdEP
- Savary, Jacques (1622–1690), französischer Finanzier und Handelswissenschaftler
- Savary, Jérôme (1942–2013), französischer Regisseur, Schauspieler und Autor
- Savary, Léon (1895–1968), Schweizer Schriftsteller und Journalist
- Savary, Olga (1933–2020), brasilianische Lyrikerin, Erzählerin und Übersetzerin
- Savary, Paul (* 1982), Schweizer Eishockeyspieler
- Savary, René (* 1949), Schweizer Radrennfahrer
- Savaryn, Neil Nicholas (1905–1986), ukrainischer Geistlicher, Bischof von Edmonton
- Savaş, Emrah (* 1997), türkischer Eishockeyspieler
- Savaşçı, Fethi (1930–1989), deutsch-türkischer Schriftsteller
- Savaşcı, Hayati (1915–1980), türkischer Generalleutnant und Politiker
- Savaşkan, Buse (* 1999), türkische Hochspringerin
- Savasta, Antonio (1874–1959), italienischer Komponist und Musikpädagoge
- Savasta, Leela, kanadische Schauspielerin
- Savaste, Joni (* 2004), finnischer Radrennfahrer
- Savater, Fernando (* 1947), spanischer Schriftsteller und Philosoph

### Savc
- Savčenkovs, Igors (* 1982), lettischer Fußballspieler
- Savchenko, Aljona (* 1984), deutsche Eiskunstläuferin ukrainischer HerkunftAljona Savchenko (* 1984)

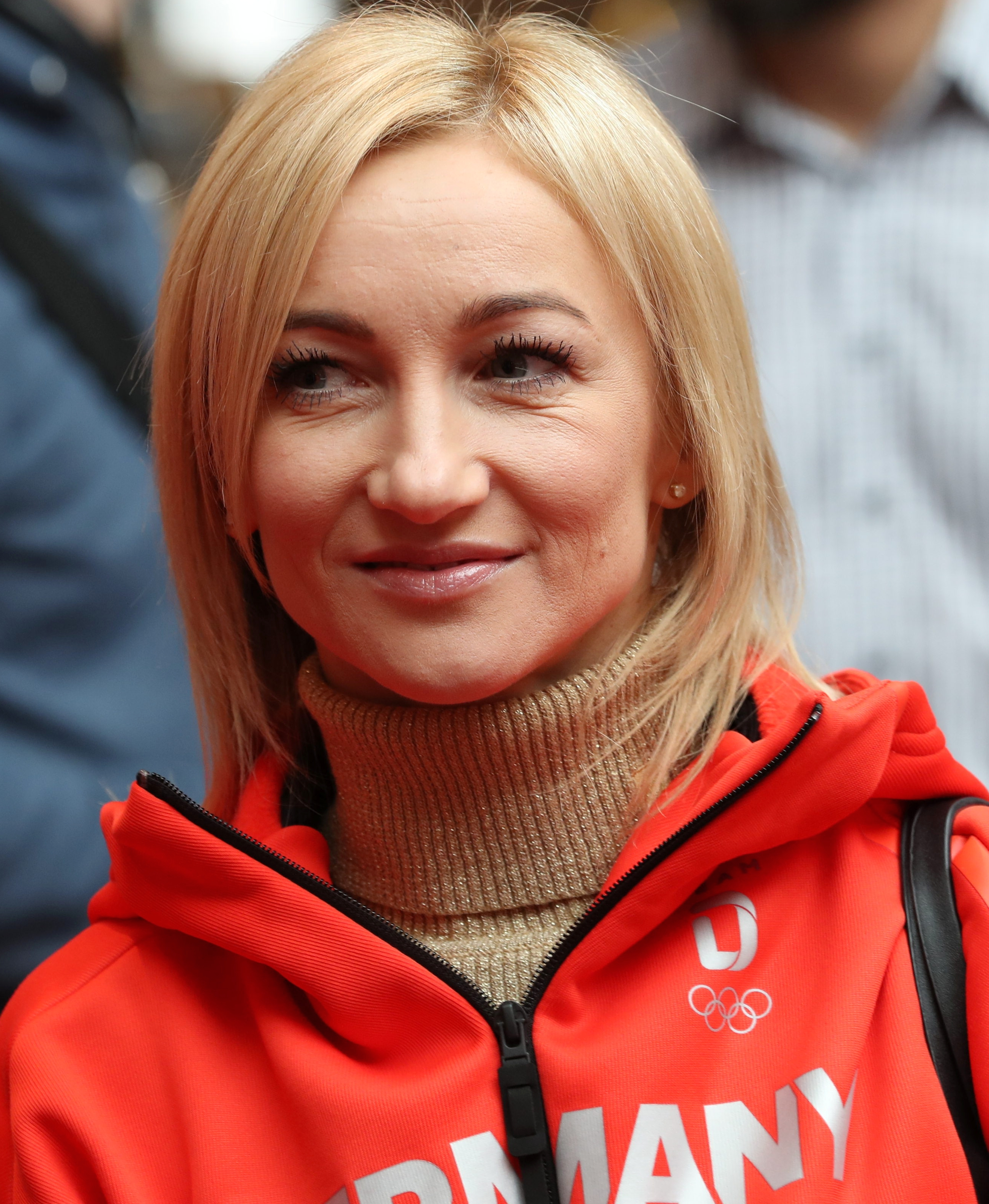
Aljona Savchenko (* 1984)

### Savd
- Savdir, Sanih (1927–2022), deutscher Zahnmediziner

### Save
- Säve, Carl (1812–1876), schwedisch-gotländischer Sprachforscher
- Säve, Per Arvid (1811–1887), schwedisch-gotländischer Lehrer, Volkskundler und Maler
- Säve-Söderbergh, Gunnar (1910–1948), schwedischer Paläonlotoge und Geologe
- Savea, Alex (* 1978), amerikanisch-samoanischer Fußballspieler
- Savea, Julian (* 1990), neuseeländischer Rugby-Union-Spieler
- Savea, Tiaoali, amerikanisch-samoanischer Fußballspieler
- Savegar, Brian (1932–2007), britischer Artdirector und Szenenbildner
- Saveh Shemshaki, Alidad (* 1972), iranischer Alpin- und Grasskiläufer
- Saveh Shemshaki, Hamed (* 1985), iranischer Grasskiläufer
- Saveh Shemshaki, Hossein (* 1985), iranischer Skirennläufer
- Saveh, Ali (* 1949), iranischer Skirennläufer
- Savelberg, Rob (* 1977), niederländischer Journalist
- Savelio, Kody (* 2009), amerikanisch-samoanischer Fußballspieler
- Šavelis, Rimantas (1942–2021), litauischer Schriftsteller und Drehbuchautor
- Saveljić, Niša (* 1970), jugoslawischer Fußballspieler
- Savelkoel, Fleur (* 1995), niederländische Volleyballspielerin
- Savelkouls, Tessie (* 1992), niederländische Judoka
- Savelle, Max (1896–1979), US-amerikanischer Historiker
- Savelli, Domenico (1792–1864), korsischer Geistlicher, Politiker des Kirchenstaates und Kardinal der Römischen Kirche
- Savelli, Fabrizio (1607–1659), Erzbischof von Salerno und Kardinal der Römischen Kirche
- Savelli, Federigo (1583–1649), römischer Fürst, kaiserlicher Feldmarschall im Dreißigjährigen Krieg
- Savelli, Giacomo (1523–1587), italienischer Kardinal der Römischen Kirche
- Savelli, Giovanni Battista († 1498), italienischer Kardinal der Römischen Kirche
- Savelli, Giulio (1574–1644), italienischer Geistlicher, Erzbischof von Salerno und Kardinal der Römischen Kirche
- Savelli, Jean-Marc (* 1955), französischer Pianist
- Savelli, Jean-Noël (1853–1917), französischer Forschungsreisender und Marineoffizier
- Savelli, Paolo (1622–1685), italienischer Kardinal der Römischen Kirche
- Savelli, Silvio (1550–1599), italienischer Kardinal der Römischen Kirche
- Savels, Beda (1755–1828), Abt des Klosters Werden
- Savelsberg, Gertrud (1899–1984), deutsche Sozialwissenschaftlerin und Bibliothekarin
- Savelsberg, Joachim Josef (* 1951), deutsch-amerikanischer Soziologe
- Savelsberg, Johannes (1913–1939), deutscher römisch-katholischer Ordensbruder, Salvatorianer und Märtyrer
- Savelsberg, Kai (* 1975), deutscher Maler
- Savelsberg, Martin Joseph (1814–1879), deutscher Gymnasiallehrer und Altphilologe
- Savelyev, Sergey (* 1989), russischer Gefängnis-Insasse
- Savenius, Emmi (* 2006), finnische Sprinterin
- Saverin, Eduardo (* 1982), US-amerikanischer Unternehmer und einer der Gründer von FacebookEduardo Saverin (* 1982)

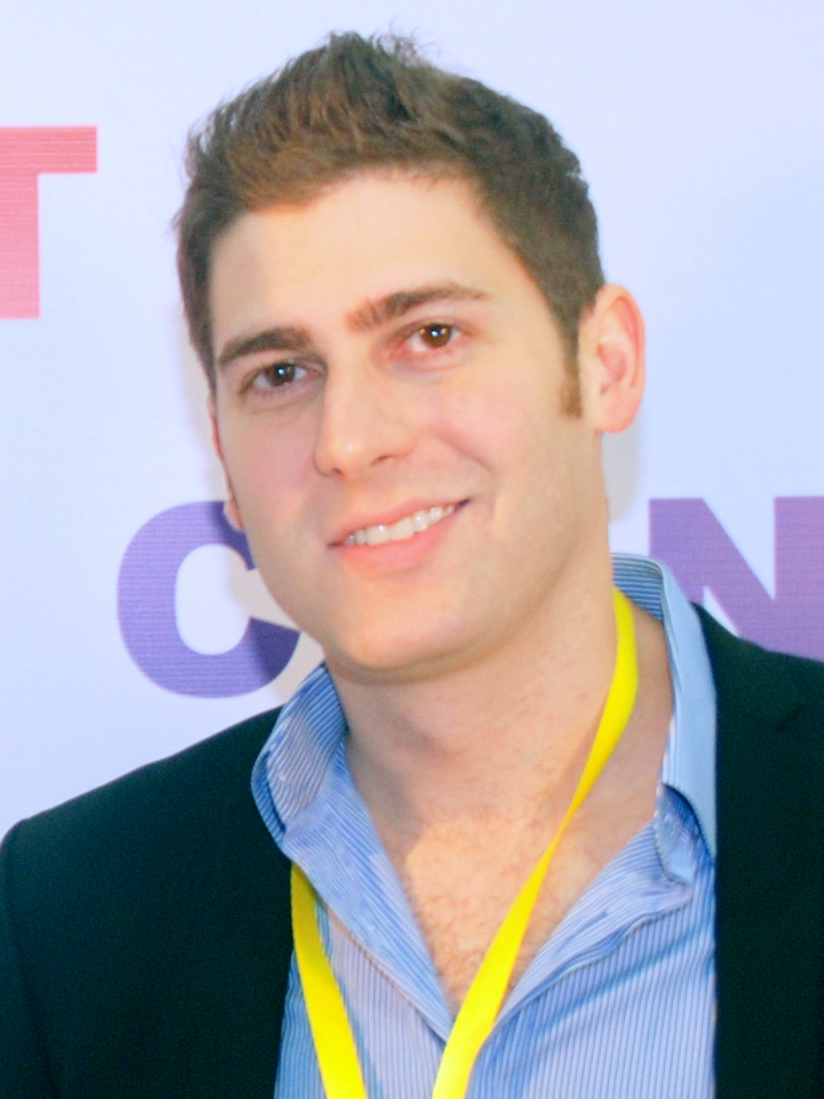
Eduardo Saverin (* 1982)

- Säverin, Herbert (1906–1987), deutscher Kommunalpolitiker, Oberbürgermeister von Wismar
- Savery, Carl Maria (1897–1969), Musikpädagoge und Musiktherapeut
- Savery, Finn (1933–2024), dänischer Musiker
- Savery, Jill (* 1972), US-amerikanische Synchronschwimmerin
- Savery, Roelant, flämischer Maler und Radierer
- Savery, Thomas (1650–1715), englischer Ingenieur und ErfinderThomas Savery (1650–1715)

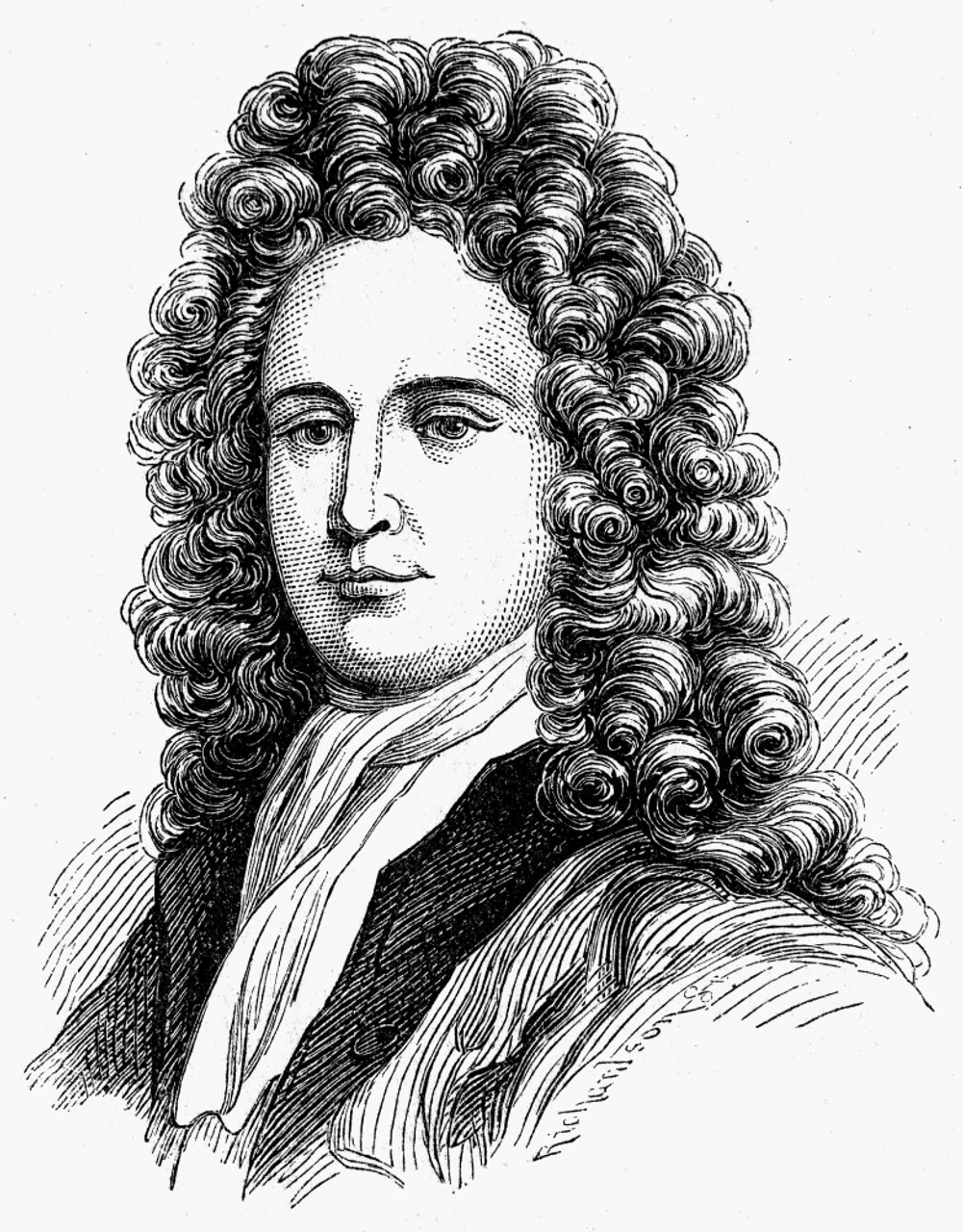
Thomas Savery (1650–1715)

- Savery, Uffe (* 1966), dänischer Musiker
- Saveus (* 1992), dänischer Sänger

### Savi
- Savi de Tové, Jean-Lucien (* 1939), togoischer Politiker, Präsident Togos (seit 2025)
- Savi Scarponi, Cinzia (* 1963), italienische Schwimmerin
- Savi, Gaetano (1769–1844), italienischer Botaniker
- Savi, Justin (* 1984), beninischer Boxer
- Savi, Paolo (1798–1871), italienischer Geologe und Ornithologe
- Savi, Toomas (* 1942), estnischer Politiker, Mitglied des Riigikogu, MdEP
- Saviano, Josh (* 1976), US-amerikanischer Filmschauspieler und Jurist
- Saviano, Nick (* 1956), US-amerikanischer Tennisspieler und Trainer
- Saviano, Roberto (* 1979), italienischer Journalist und AutorRoberto Saviano (* 1979)

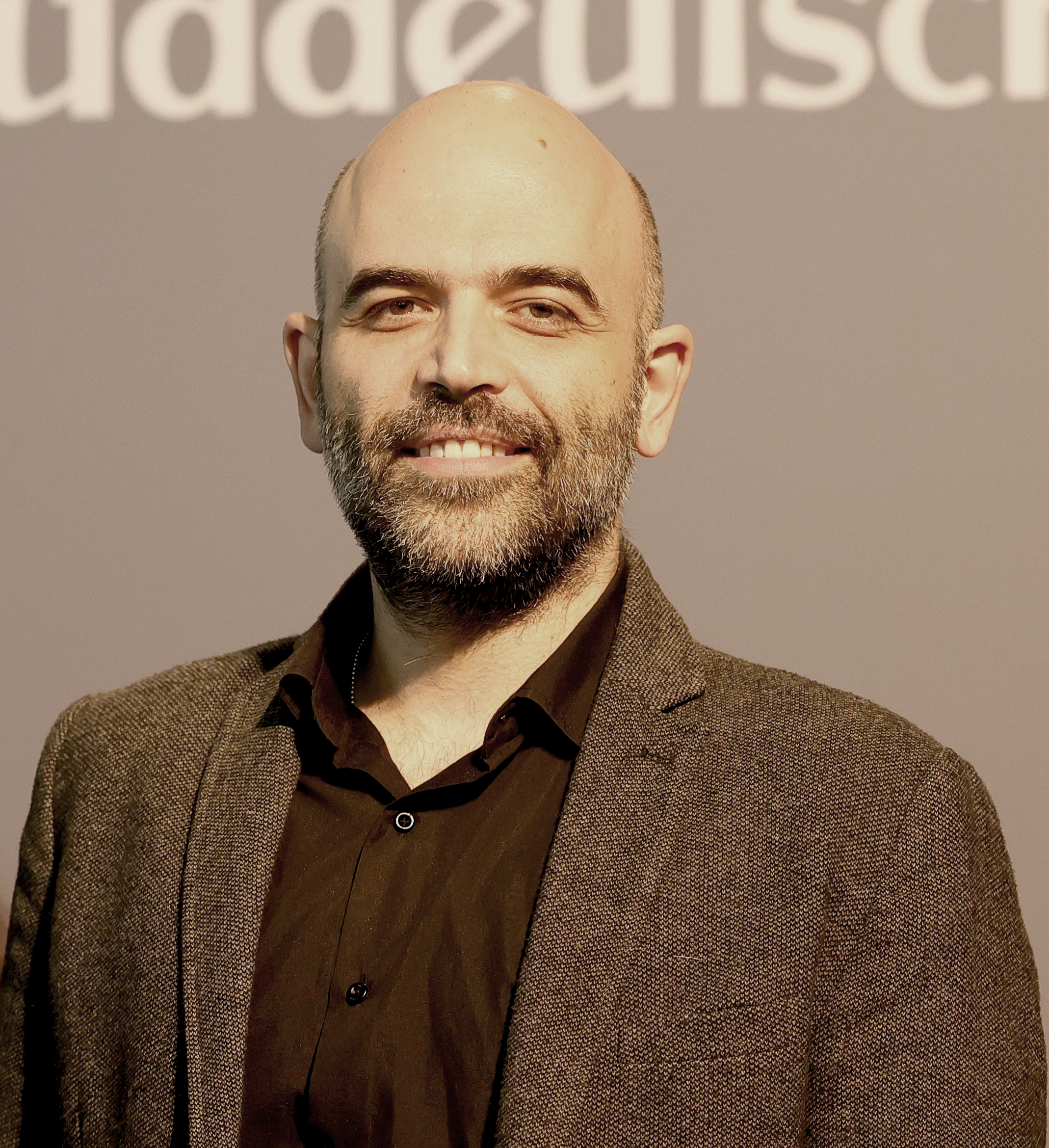
Roberto Saviano (* 1979)

- Savić, Ana (* 1989), kroatische Tennisspielerin
- Savić, Beka, serbische Opern- und Theaterregisseurin
- Savić, David (* 1985), serbischer Tennisspieler
- Savić, Dejan (* 1975), serbischer Wasserballspieler und -trainer
- Savić, Dragoljub (* 2001), serbischer Fußballspieler
- Savić, Dušan (* 1985), mazedonischer Fußballspieler
- Savić, Egon (* 1999), bosnischer Sprinter
- Savić, Igor (* 2000), bosnischer Fußballspieler
- Savić, Ljubiša (1958–2000), bosnisch-serbischer Paramilitär, Politiker und Polizeipräsident
- Savić, Maja (* 1976), montenegrinische Handballspielerin und -trainerin
- Savic, Marko (* 1981), deutscher Wasserballspieler
- Savić, Marta (* 1966), serbisch-bosnische Turbo-Folk-Sängerin
- Savić, Milan (1845–1930), jugoslawischer Autor
- Savić, Miloš (* 1993), serbischer Stabhochspringer
- Savic, Milos (* 2002), österreichischer Fußballspieler
- Savić, Milovan (* 1953), kroatischer Leichtathlet
- Savić, Milunka († 1973), serbische Soldatin
- Savić, Mladen (* 1979), österreichischer Schriftsteller und Philosoph
- Savić, Nenad (* 1981), schweizerisch-serbischer Fussballspieler
- Savić, Pavle (1909–1994), serbischer Chemiker und Physiker
- Savić, Sonja (1961–2008), serbische Schauspielerin
- Savić, Srđan (1931–2020), jugoslawischer Leichtathlet
- Savić, Stefan (* 1991), montenegrinischer Fußballspieler
- Savic, Stefan (* 1994), österreichischer Fußballspieler
- Savić, Tanja (* 1985), serbische Folk- und Popsängerin
- Savić, Vujadin (* 1990), serbischer Fußballspieler
- Savić, Zoran (* 1966), serbischer Basketballspieler
- Savićević, Dejan (* 1966), montenegrinischer Fußballspieler, -trainer und -funktionärDejan Savićević (* 1966)

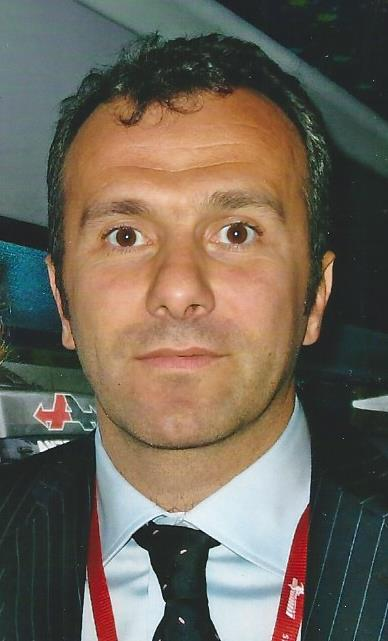
Dejan Savićević (* 1966)

- Savičević, Olja (* 1974), kroatische Schriftstellerin
- Savickaitė, Eglė (* 2004), litauische Skilangläuferin
- Savickas, Augustinas (1919–2012), litauischer Maler, Hochschullehrer und Autor
- Savickas, Eimundas (* 1957), litauischer Politiker
- Savickas, Lukas (* 1990), litauischer Politiker, Mitglied des Seimas
- Savickas, Žydrūnas (* 1975), litauischer StrongmanŽydrūnas Savickas (* 1975)

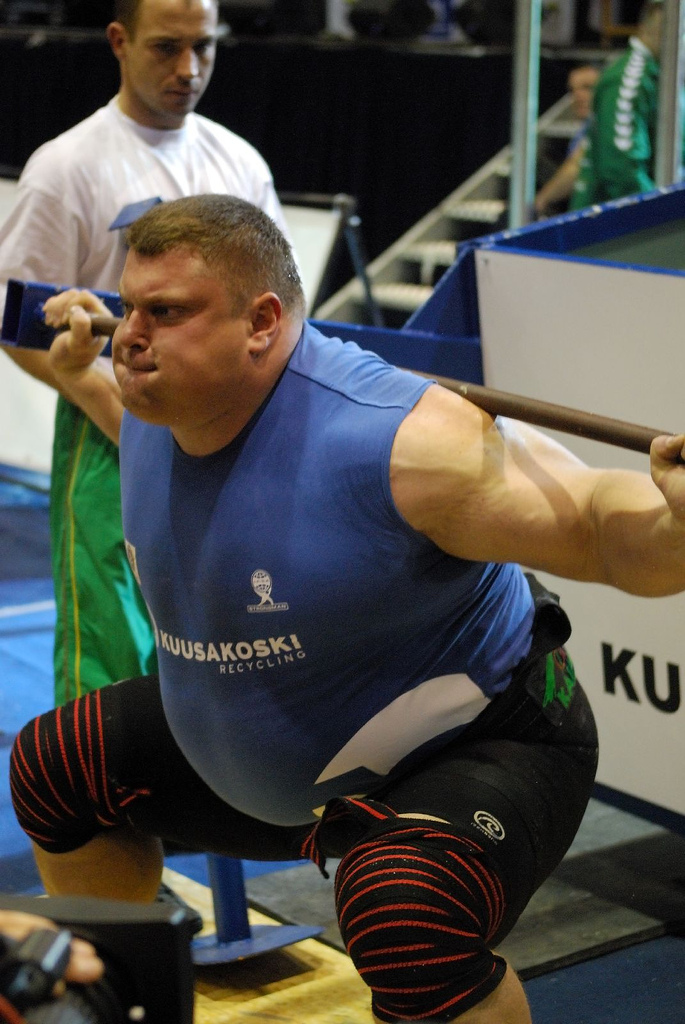
Žydrūnas Savickas (* 1975)

- Savickis, Algirdas (1917–1943), litauischer Maler
- Savickis, Jurgis (1890–1952), litauischer Diplomat, Theaterdirektor und Autor
- Savickis, Saulius (* 1972), litauischer Politiker, Vizeminister der Landwirtschaft
- Savidan, John (1902–1991), neuseeländischer Langstreckenläufer
- Savidan, Steve (* 1978), französischer Fußballspieler
- Savides, Harris (1957–2012), US-amerikanischer Kameramann
- Savidge, Jennifer (* 1952), US-amerikanische Schauspielerin
- Savidge, John (1924–1979), britischer Kugelstoßer
- Savidge, Malcolm (* 1946), britischer Politiker, Mitglied des House of Commons
- Savidge, S. Leigh (* 1958), US-amerikanischer Filmproduzent, Autor und Regisseur
- Savidis, Stavros (* 1944), griechischer Bauingenieur für Geotechnik
- Savidor, Menachem (1917–1988), israelischer Politiker
- Saviels, Agris (* 1982), lettischer Eishockeyspieler
- Savignac, Raymond (1907–2002), französischer Grafiker und Grafikdesigner
- Savigne, Yargelis (* 1984), kubanische Leichtathletin
- Savignon, André (1878–1947), französischer Schriftsteller
- Savigny, Bettina von (1805–1835), deutsche Politikergattin und die Nichte von Clemens Brentano
- Savigny, Eike von (* 1941), deutscher Philosoph

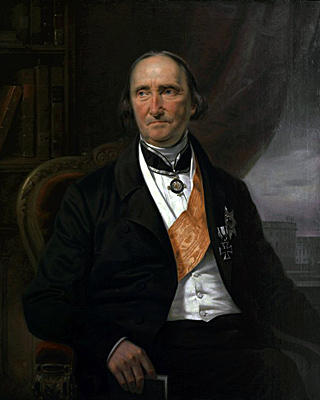
Friedrich Carl von Savigny (1779–1861)

- Savigny, Friedrich Carl von (1779–1861), deutscher Rechtsgelehrter und RechtshistorikerFriedrich Carl von Savigny (1779–1861)
- Savigny, Friedrich Carl von (1903–1944), deutscher Widerstandskämpfer gegen den Nationalsozialismus
- Savigny, Jane (1912–2001), Schweizer Schauspielerin, Musicalsängerin Operettensängerin
- Savigny, Karl Friedrich von (1814–1875), deutscher Geistlicher, Diplomat und Politiker (Zentrum), MdR
- Savigny, Karl von (1855–1928), deutscher Landrat und Politiker (Zentrum), MdR
- Savigny, Kunigunde von (1780–1863), deutsche Frau, Tochter des Peter Anton Brentano
- Savigny, Leo von (1863–1910), deutscher Rechtswissenschaftler
- Savigny, Nicole de (1535–1590), Baronin von Saint-Remy und Mätresse des französischen Königs Heinrich II.
- Savij von Lerville, Cato (1850–1920), österreichischer Feldmarschalleutnant
- Savijarvi, Liisa (* 1963), kanadische Skirennläuferin
- Savikataaq, Joe (* 1960), kanadischer Politiker (Nunavut), Premierminister
- Savikuja, Venla (* 1990), finnische Schauspielerin
- Savile, George, 1. Marquess of Halifax (1633–1695), Oberster Minister unter König William III.
- Savile, Henry (1549–1622), englischer Gelehrter
- Savile, Jimmy (1926–2011), britischer Discjockey und FernsehmoderatorJimmy Savile (1926–2011)

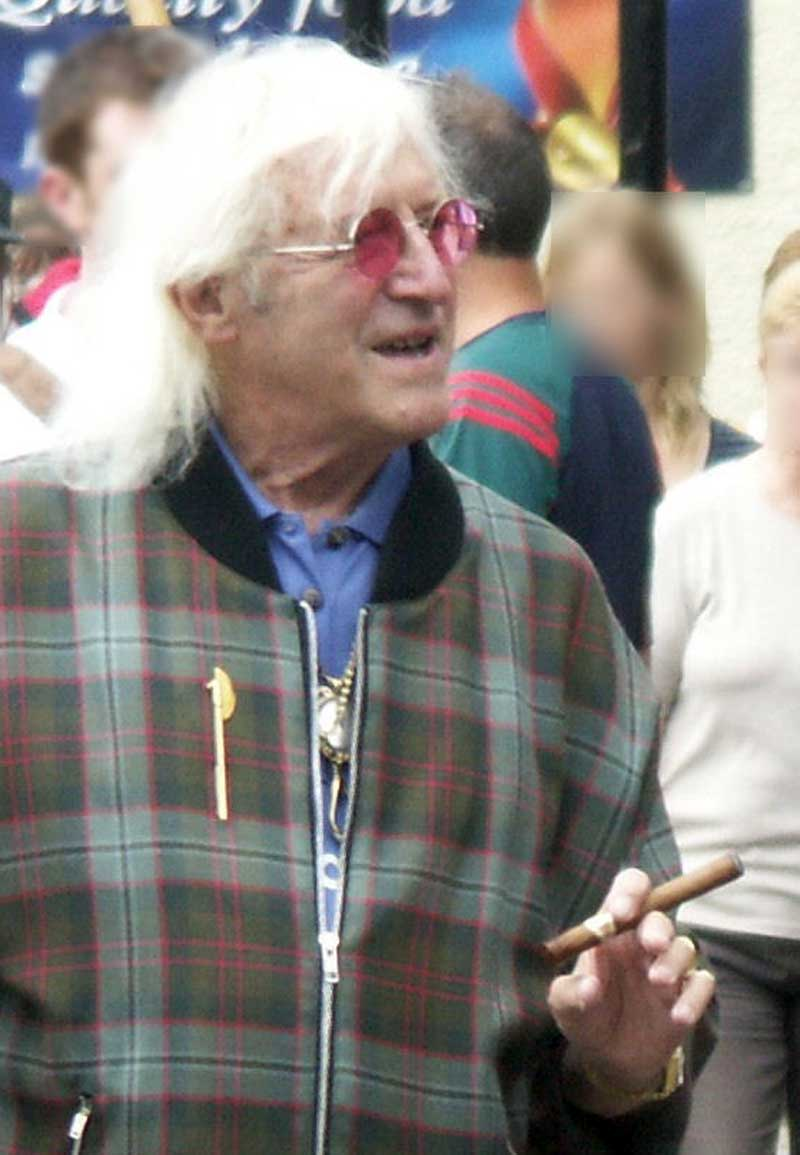
Jimmy Savile (1926–2011)

- Savile, John († 1482), englischer Ritter
- Savile, Steven (* 1969), britischer Autor von Fantasy- und Horrorliteratur, sowie Thrillern
- Savill, Wesley (* 1989), kanadischer Nordischer Kombinierer
- Saville Roberts, Liz (* 1964), britische Politikerin, Mitglied des House of Commons
- Saville, Daria (* 1994), russisch-australische Tennisspielerin
- Saville, Eleanor (1909–1998), US-amerikanische Schwimmerin
- Saville, Fleur (* 1984), neuseeländische Schauspielerin
- Saville, George (* 1993), nordirischer Fußballspieler
- Saville, Jane (* 1974), australische Geherin
- Saville, Jenny (* 1970), englische Malerin
- Saville, John (1916–2009), britischer Historiker
- Saville, Louis von († 1903), deutscher Schauspieler, Theaterdirektor und Schriftsteller
- Saville, Luke (* 1994), australischer Tennisspieler
- Saville, Mark, Baron Saville of Newdigate (* 1936), britischer Jurist, Richter am Obersten Gerichtshofs des Vereinigten Königreichs
- Saville, Marshall Howard (1867–1935), amerikanischer Altamerikanist
- Saville, Peter (* 1955), britischer Grafikdesigner
- Saville, Philip (1930–2016), englischer Filmregisseur, Schauspieler, Drehbuchautor, Filmproduzent
- Saville, Victor (1895–1979), britischer Filmregisseur, Produzent und Drehbuchautor
- Saville, W. J. V. (1873–1948), britisch-polynesischer Missionar, Übersetzer und Ethnograph
- Savimbi, Jonas (1934–2002), angolanischer Politiker und Gründer und Anführer der UNITA-RebellenJonas Savimbi (1934–2002)

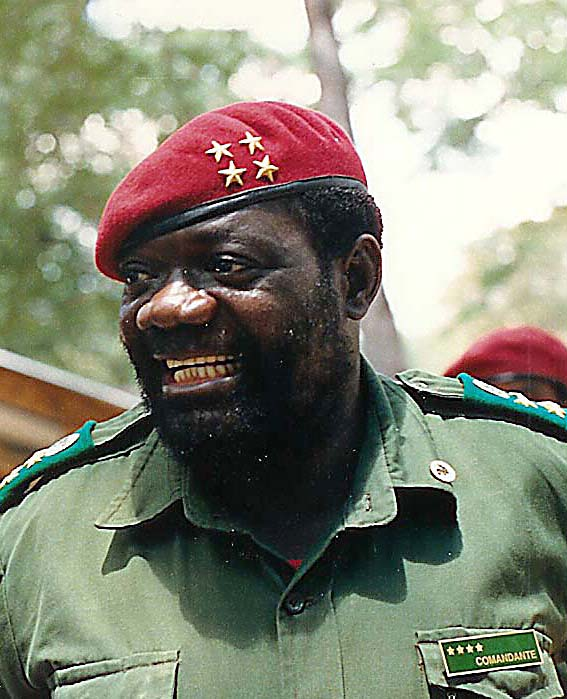
Jonas Savimbi (1934–2002)

- Savin, Alina (* 1988), rumänische Bobfahrerin
- Savin, Claire (* 1993), deutsch-französische Fußballspielerin
- Savin, Ivan, rumänischer Ringer
- Savin, Jean-Jacques (1947–2022), französischer Abenteurer
- Savin, Ovidiu (* 1977), rumänischer Mathematiker
- Savin, Risto (1859–1948), jugoslawischer Komponist
- Savin, Thomas (1826–1889), walisischer Eisenbahnpionier und -investor
- Savin-Williams, Ritch (* 1949), US-amerikanischer Psychologe und Hochschullehrer
- Savina, Aurelio (* 1978), deutsch-italienischer Fernsehdarsteller, Entertainer und Model
- Savina, Carlo (1919–2002), italienischer Dirigent und Filmkomponist
- Savina, Marta (* 1986), italienische Regisseurin und Drehbuchautorin
- Savinainen, Kaapo (* 1992), finnischer Unihockeyspieler
- Savine, Alexander (1881–1949), amerikanischer Komponist, Dirigent und Gesangspädagoge
- Savinho (* 2004), brasilianischer Fußballspieler
- Savini, Filippo (* 1985), italienischer Radrennfahrer
- Savini, Tom (* 1946), US-amerikanischer Make-up- & Spezialeffektkünstler, Stuntman, Schauspieler und RegisseurTom Savini (* 1946)

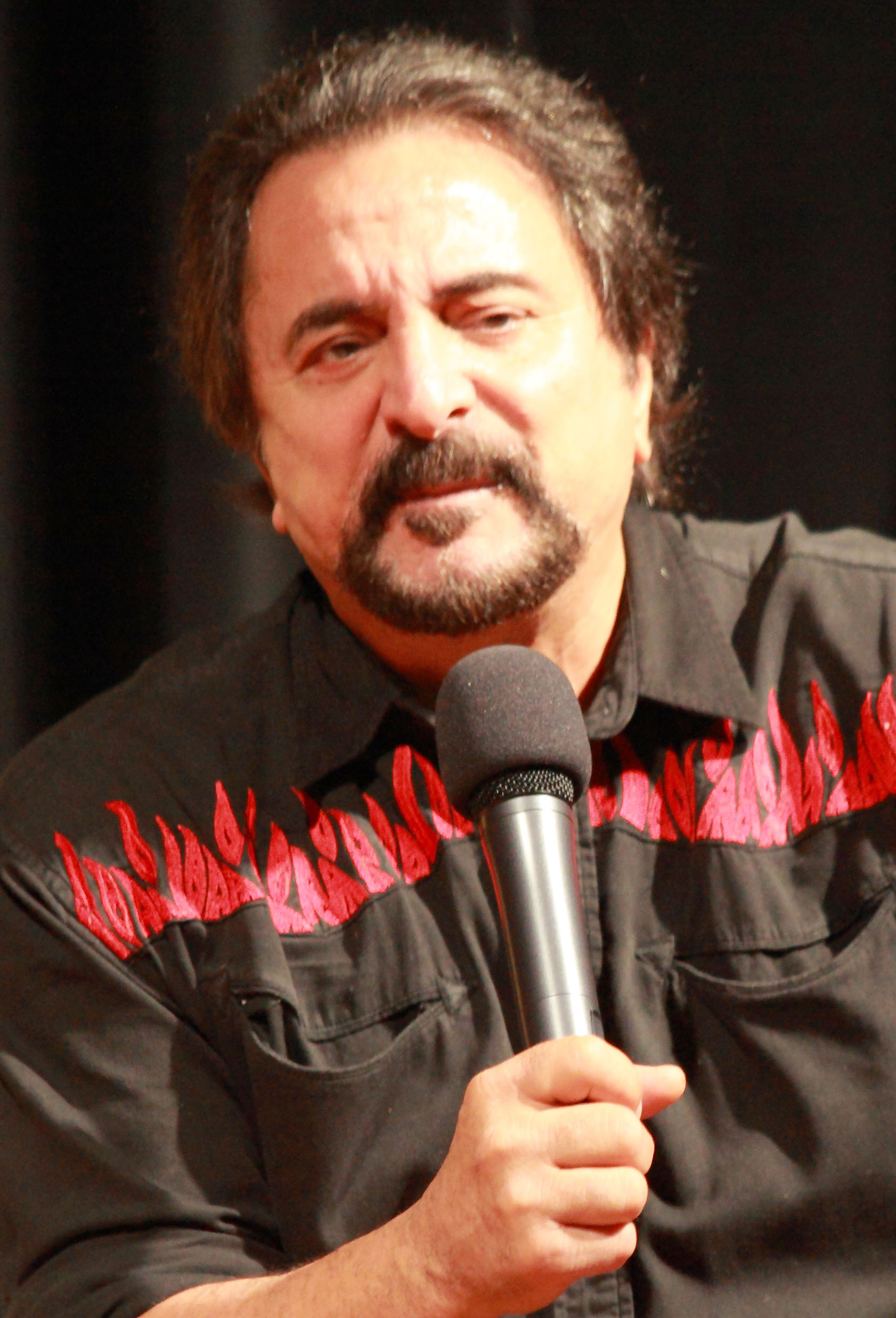
Tom Savini (* 1946)

- Saviniemi, Mikko (* 1971), finnischer Basketballspieler
- Savinio, Alberto (1891–1952), italienischer Schriftsteller, Maler und Komponist
- Šavinis, Kazimieras (1937–2018), litauischer Politiker
- Savino, Francesco (* 1954), italienischer Geistlicher, Bischof von Cassano all’Jonio
- Savino, Paolo (1894–1980), italienischer römisch-katholischer Geistlicher, Weihbischof in Neapel
- Savinović, Ðuro (1950–2021), jugoslawischer Wasserballspieler
- Savinšek, Jakob (1922–1961), jugoslawischer Bildhauer, Maler und Dichter
- Sávio, Afonso (1946–1979), osttimoresischer Freiheitskämpfer
- Sávio, Aureo José António, osttimoresischer Beamter und Menschenrechtler
- Savio, Carlo (1811–1881), italienischer Geistlicher, römisch-katholischer Bischof von Asti
- Sávio, Domingos (* 1968), osttimoresischer Beamter, Unabhängigkeitsaktivist und Kampfsportler
- Savio, Dominikus (1842–1857), Schüler bei Don Bosco und HeiligerDominikus Savio (1842–1857)

Dominikus Savio (1842–1857)

- Savio, Gianni (1948–2024), italienischer Teammanager
- Sávio, Isaías (1900–1977), brasilianischer Gitarrist, Musikpädagoge und Komponist
- Savio, John Andreas (1902–1938), norwegischer Künstler
- Sávio, Maria Anabela (* 1974), osttimoresische Politikerin
- Savio, Mario (1942–1996), US-amerikanischer Bürgerrechts-Aktivist
- Savio, Vincenzo (1944–2004), italienischer Ordenspriester und römisch-katholischer Bischof
- Saviola, Camille (1950–2021), US-amerikanische Schauspielerin
- Saviola, Javier (* 1981), argentinischer Fußballspieler
- Savioli, Fritz (1905–1994), deutscher Bergmann und Politiker (SPD, SPS), MdL Saarland
- Savioni, Mario († 1685), italienischer Sänger, Kapellmeister und Komponist
- Saviotti, Pasquale (1792–1855), italienischer Maler und Grafiker
- Saviozzi, Marco (* 1960), französischer Autorennfahrer
- Savisaar, Edgar (1950–2022), estnischer Politiker, Mitglied des Riigikogu
- Savisaar, Erki (* 1978), estnischer Politiker, Minister
- Savisaar-Toomast, Vilja (* 1962), estnische Politikerin, Mitglied des Riigikogu, MdEP
- Savitch, Jessica (1947–1983), US-amerikanische Journalistin und Nachrichtensprecherin
- Savitch, Walter (1943–2021), US-amerikanischer Informatiker, Professor für Informatik
- Savitri Devi (1905–1982), SchriftstellerinSavitri Devi (1905–1982)

Savitri Devi (1905–1982)

- Savits, Jocza (1847–1915), serbisch-ungarischer Schauspieler, Regisseur und Schriftsteller
- Savitski, Daniil (* 1989), estnischer Fußballspieler
- Savitt, Dick (1927–2023), US-amerikanischer Tennisspieler
- Savitt, Jan (1907–1948), US-amerikanischer Jazz-Musiker und Bigband-Leader
- Savitt, Jill, US-amerikanische Filmeditorin
- Savitt, Pinky (1919–1998), US-amerikanischer Jazztrompeter
- Savitzkaya, Eugène (* 1955), belgischer Dichter und Schriftsteller französischer Sprache
- Savitzky, Alan H. (* 1950), US-amerikanischer Herpetologe und Hochschullehrer

### Savk
- Savković, Dušan (1922–1990), jugoslawischer und serbischer Journalist, Schriftsteller und Drehbuchautor
- Savkovic, Ernst (* 1953), deutscher Fußballspieler

### Savl
- Savļaka, Linda (* 1984), lettische Biathletin
- Şavlı, Feridun (1953–1995), türkischer Schauspieler
- Šavli, Jožef (1943–2011), slowenischer Sozial- und Wirtschaftswissenschaftler
- Șavlovschi, Mihai (* 2006), rumänischer Leichtathlet

### Savm
- Savman, Hüsnü (1908–1945), türkischer Fußballspieler

### Savn
- Savny, Phen (* 1962), kambodschanische Diplomatin

### Savo
- Savo, Ann (1932–2022), finnische SchauspielerinAnn Savo (1932–2022)

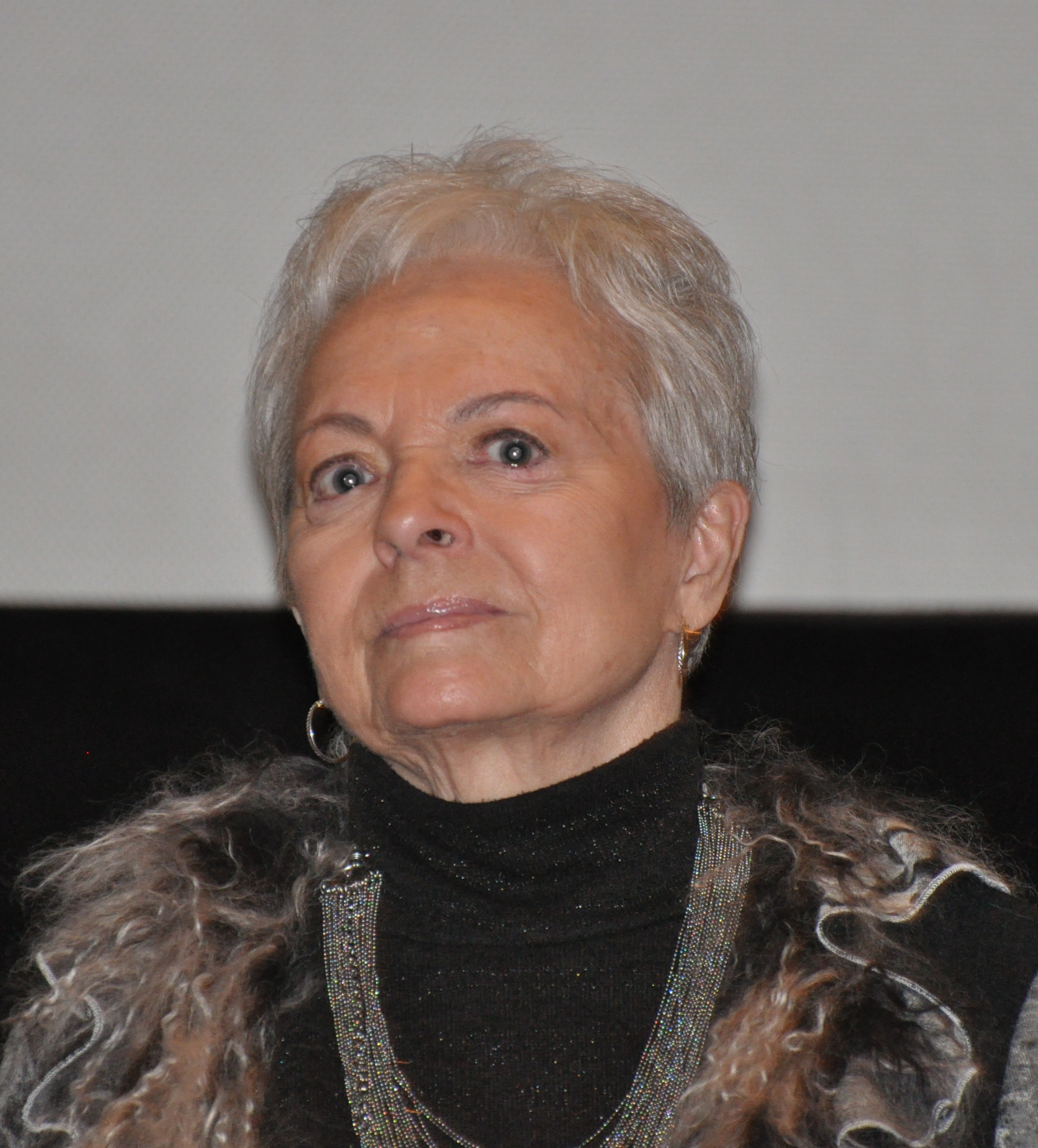
Ann Savo (1932–2022)

- Savoca, Giuseppe (1968–1974), italienischer Junge, der an der Mauer in Berlin ertrank
- Savoff, Sava (1909–1985), bulgarischer Pianist und Musikpädagoge
- Savoia, Emanuele Filiberto di (* 1972), ältester Enkel des letzten italienischen Königs Umberto II.Emanuele Filiberto di Savoia (* 1972)

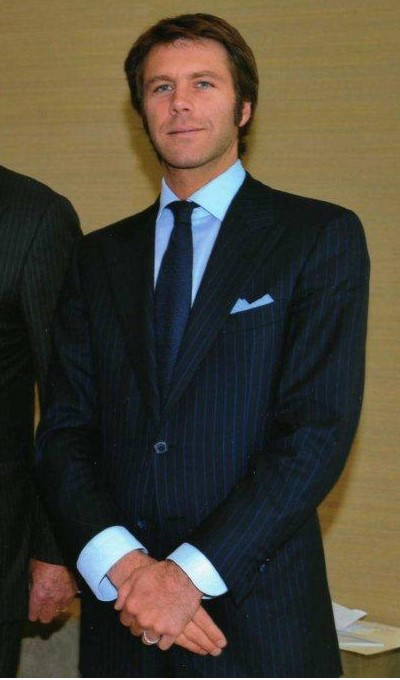
Emanuele Filiberto di Savoia (* 1972)

- Savoia, Gigi (* 1954), italienischer Schauspieler und Theaterregisseur
- Savoia-Aosta, Luigi Amedeo di (1873–1933), italienischer Marineoffizier, Forschungsreisender und Adliger des Hauses Savoyen
- Savoie, Claude de (1507–1566), französischer Adliger, Gouverneur der Provence
- Savoie, Matthew (* 1980), US-amerikanischer Eiskunstläufer
- Savoie, René (1896–1961), Schweizer Eishockeyspieler
- Savoie, René de († 1525), Großmeister von Frankreich, Graf von Villars
- Savoie, Robert (1927–2007), kanadischer Opernsänger (Bariton) und Gesangspädagoge
- Savoie-Villars, Henriette de († 1611), französische Adlige
- Savolainen, Aleksi (* 2002), finnischer Leichtathlet
- Savolainen, Erkki (1917–1993), finnischer Boxer
- Savolainen, Heikki (1907–1997), finnischer Kunstturner
- Savolainen, Jaana (* 1964), finnische Skilangläuferin
- Savolainen, Jarmo (1961–2009), finnischer Jazzpianist und Komponist
- Savolainen, Kimmo (* 1974), finnischer Skispringer und Trainer der Nordischen Kombination
- Savolainen, Nika (* 1988), finnische Schauspielerin
- Savoldelli, Paolo (* 1973), italienischer RadrennfahrerPaolo Savoldelli (* 1973)

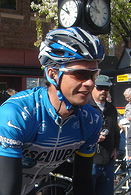
Paolo Savoldelli (* 1973)

- Savoldelli, Reto Andrea (* 1949), italo-schweizerischer Filmregisseur, Pädagoge und Schriftsteller
- Savoldi, Giuseppe (* 1947), italienischer Fußballspieler
- Savoldo, Giovanni Girolamo, italienischer Maler
- Sávolt, Attila (* 1976), ungarischer Tennisspieler
- Savón, Amarilis (* 1974), kubanische Judoka
- Savón, Erislandy (* 1990), kubanischer Amateur-Boxer
- Savón, Félix (* 1967), kubanischer Boxer
- Savona, Antonio Virgilio (1919–2009), italienischer Komponist, Arrangeur und Sänger
- Savona, Ashlee (* 1992), kanadische Fußballspielerin
- Savona, Ernesto (* 1943), italienischer Kriminologe und Hochschullehrer
- Savona, Leopoldo († 2000), italienischer Regisseur und Drehbuchautor
- Savona, Nicolò (* 2003), italienischer Fußballspieler
- Savona, Paolo (* 1936), italienischer Finanz- und Wirtschaftswissenschaftler, Politiker und Hochschullehrer
- Savonarola, Giovanni Michele (1384–1464), italienischer Arzt, Chemiker und Hochschullehrer
- Savonarola, Girolamo (1452–1498), italienischer Dominikaner und BußpredigerGirolamo Savonarola (1452–1498)

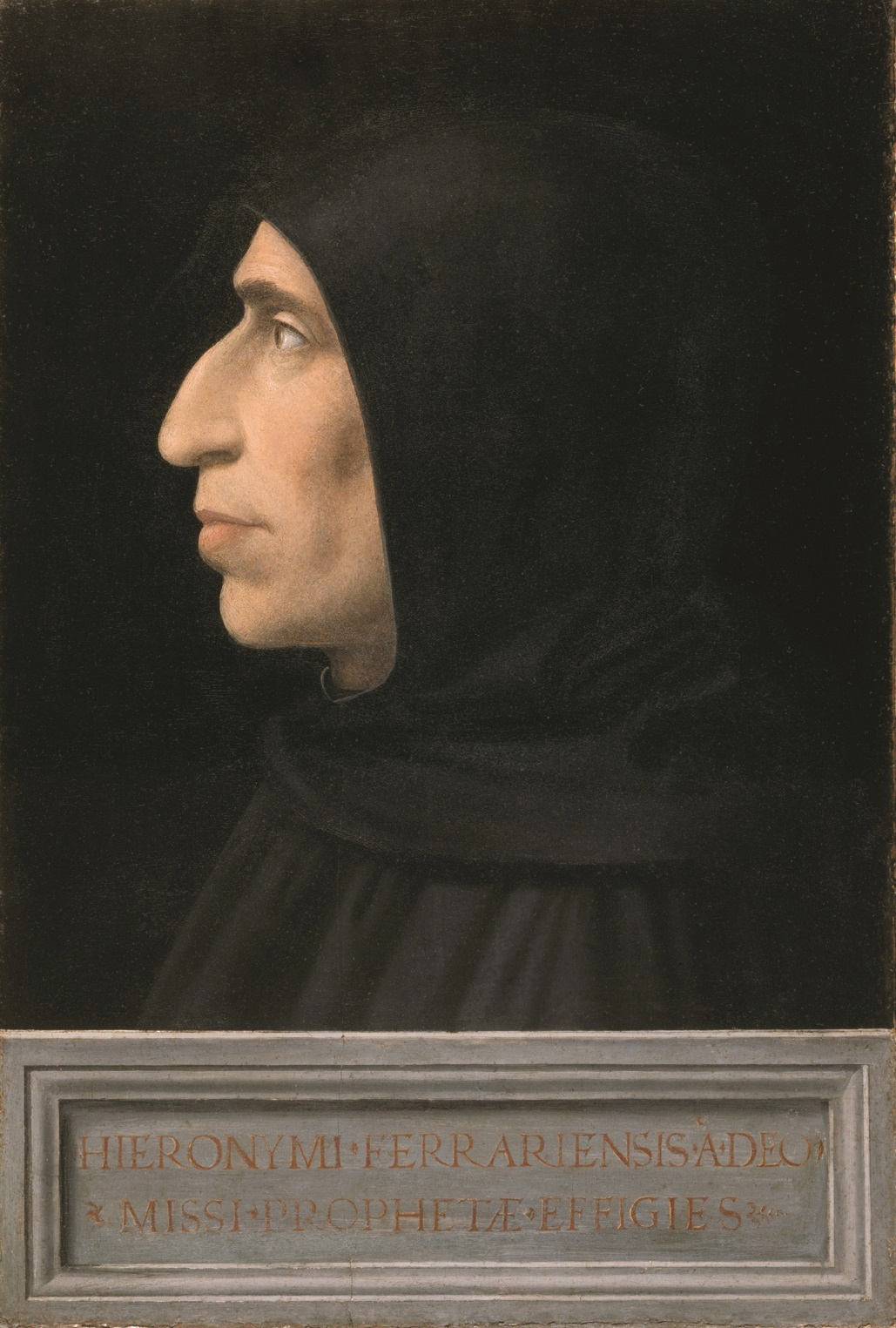
Girolamo Savonarola (1452–1498)

- Savone, Pilar (* 1971), Filmproduzentin, Second Unit-Regisseurin
- Savonen, Krister (* 1994), finnischer Unihockeyspieler
- Savonis, Almantas (* 1970), litauischer Handballspieler
- Savonius, Sigurd (1884–1931), finnischer Architekt und Erfinder
- Savonsalmi, Severi (* 2000), finnischer Volleyballspieler
- Savonuzzi, Carlo (1897–1973), italienischer Bauingenieur
- Savonuzzi, Girolamo (1885–1943), italienischer Bauingenieur
- Savonuzzi, Ugo (1887–1941), italienischer Turner
- Šavor, Maja (* 1986), kroatische Badmintonspielerin
- Savoretti, Alice (* 1992), italienische Tennisspielerin
- Savoretti, Jack (* 1983), englischer Popmusiker
- Savoretti, Zaccaria Giovanni (1920–2011), san-marinesischer Politiker
- Savorgnan, Emilio (* 1918), italienischer Diplomat
- Savorini, Luciano (1885–1964), italienischer Turner
- Savornin Lohman, Alexander de (1837–1924), niederländischer Politiker, Jurist, Hochschullehrer und Journalist
- Savornin Lohman, Catharina Anna Maria de (1868–1930), niederländische Schriftstellerin, Kritikerin und Journalistin
- Savory, Dennis (* 1943), britischer Bogenschütze
- Savostikova, Alena (* 1991), russisches Model und Schauspielerin
- Savouret, Alain (* 1942), französischer Pianist, Dirigent und Komponist
- Savović, Boris (* 1987), serbischer Basketballspieler
- Savoy, Ann (* 1952), US-amerikanische Cajunsängerin und -gitarristin
- Savoy, Bénédicte (* 1972), französische KunsthistorikerinBénédicte Savoy (* 1972)

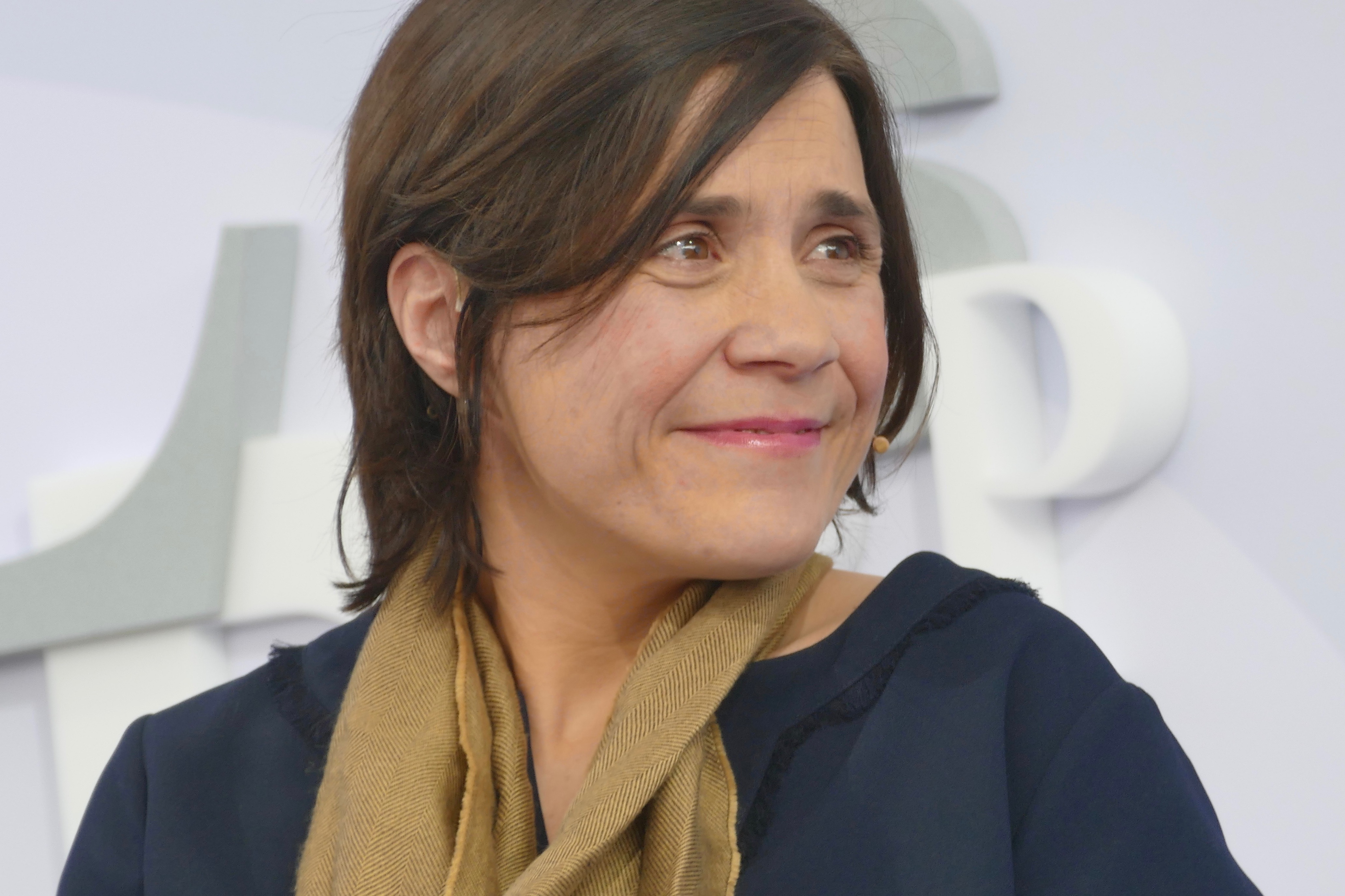
Bénédicte Savoy (* 1972)

- Savoy, Emile (1877–1935), Schweizer Politiker
- Savoy, Gene (1927–2007), US-amerikanischer Journalist, Abenteurer und Gründer einer Sekte
- Savoy, Guy (* 1953), französischer Koch und Gastronom
- Savoy, Katie (* 1984), US-amerikanische Schauspielerin
- Savoy, Marc (* 1940), US-amerikanischer Akkordeonist und Akkordeonbauer
- Savoy, Raoul (* 1973), Schweizer Fussballtrainer
- Savoy, Teresa Ann (1955–2017), englisch-italienische Schauspielerin
- Savoye, Jacques (1905–1998), französischer Unternehmer und Autorennfahrer
- Savoye, Joseph (1802–1869), deutsch-französischer Jurist, Journalist und Politiker, Mitglied der Nationalversammlung
- Savoyen, Amadeus von (1943–2021), italienischer Unternehmer, Oberhaupt des Hauses Savoyen
- Savoyen, Hans von, deutscher Baumeister und Bildhauer der Spätgotik
- Savoyen, Maria Francisca Elisabeth von (1646–1683), Königin von Portugal
- Savoyen, Thomas Emanuel von (1687–1729), österreichischer Feldmarschalleutnant und Graf von Soissons, Neffe des Feldherrn Eugen von Savoyen
- Savoyen, Viktor Emanuel von (1937–2024), letzter Kronprinz des Königreichs Italien, Oberhaupt des Hauses SavoyenViktor Emanuel von Savoyen (1937–2024)

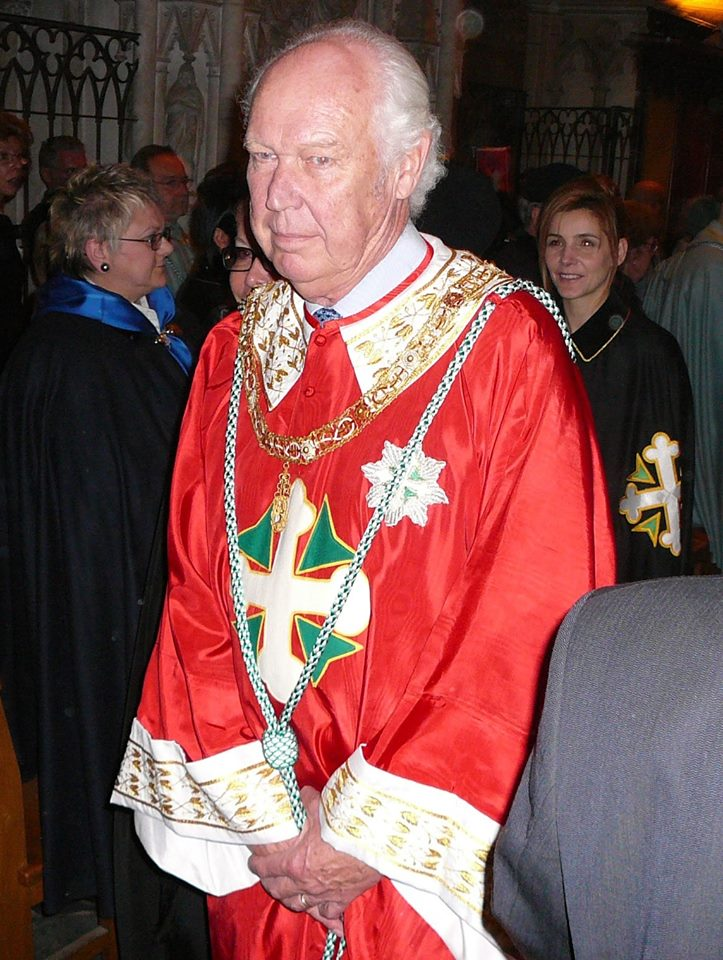
Viktor Emanuel von Savoyen (1937–2024)

- Savoyen-Genua, Adalberto von (1898–1982), italienischer General
- Savoyen-Genua, Bona Margherita von (1896–1971), Prinzessin von Savoyen

### Savr
- Savran, Halil (* 1985), deutsch-türkischer Fußballspieler
- Savranlıoğlu, Mahir (* 1986), türkischer Fußballspieler
- Savre, Danielle (* 1988), US-amerikanische Schauspielerin
- Savry, Bruno (* 1974), französischer Fußballspieler und -trainer

### Savs
- Savs, Viktoria (1899–1979), österreichische Frontsoldatin im Ersten WeltkriegViktoria Savs (1899–1979)

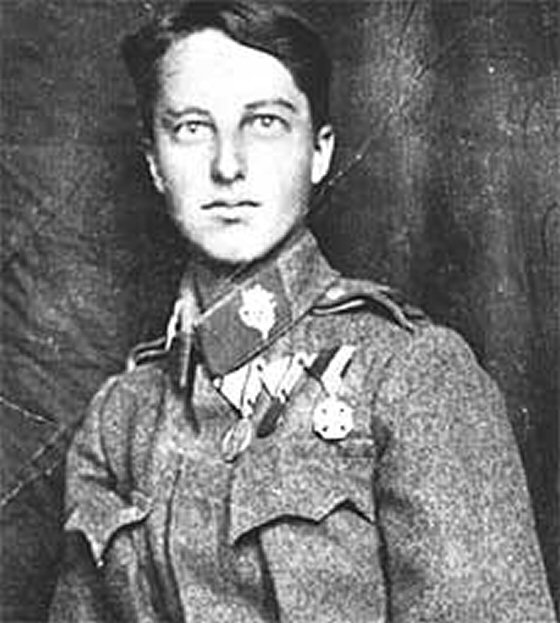
Viktoria Savs (1899–1979)

- Savšek, Benjamin (* 1987), slowenischer Kanute

### Savu
- Savu, Ilie (1920–2010), rumänischer Fußballspieler und -trainer
- Savu, Marian (* 1972), rumänischer Fußballspieler
- Savukynas, Gintaras (* 1971), litauischer Handballspieler und -trainer
- Savulescu, Julian (* 1963), australischer Philosoph
- Savundaranayagam, Thomas (* 1938), sri-lankischer Geistlicher, emeritierter Bischof von Jaffna

### Savv
- Savva, Spyros (* 2000), zyprischer Speerwerfer
- Savva, Valentina (* 2005), zyprische Diskuswerferin
- Savvas, Savvas (* 1997), griechischer Handballspieler
- Savvidakis, Giannis (* 1963), griechischer Popsänger
- Savvidis, Giorgos (1929–1995), griechischer Literaturwissenschaftler
- Savvidis, Symeon (1859–1927), griechischer Maler des Orientalismus
- Savvopoulos, Dionysis (* 1944), griechischer Komponist, Musiker und Sänger
- Savvov, Igor (* 1985), estnischer Eishockeyspieler

### Savy
- Savy, Thomas (* 1972), französischer Holzbläser (Tenorsaxophon, Bassklarinette, Klarinette)